# Lena Zavaroni
Lena Hilda Zavaroni (Greenock, 4 novembre 1963 – Cardiff, 1º ottobre 1999) è stata una cantante britannica di origini italiane, in attività tra la metà degli anni settanta e la fine degli anni ottanta. Definita la "piccola ragazza con la grande voce" e paragonata a Liza Minnelli e a Judy Garland, detiene il primato come artista più giovane ad aver piazzato un album nella Top Ten delle classifiche nel Regno Unito.

## Biografia
Lena Hilda Zavaroni nacque a Greenock, in Scozia, il 4 novembre 1963. Figlia di Victor e Hilda Zavaroni, trascorse la propria infanzia a Rothesay, sull'isola di Bute , assieme ai genitori e alla sorella Carla, dove il padre aprì un chiosco che vendeva pesce e patatine
La passione per il canto le venne trasmessa dalla madre.. E proprio mentre si esercitava a cantare con lei, venne notata da un parente, che la segnalò al produttore discografico Tommy Scott.
All'età di 10 anni, partecipò al talent show  Opportunity Knocks , dove si aggiudicò la vittoria in 5 delle puntate della stagione.
Dopo la partecipazione al programma, pubblicò il suo primo album Ma! (He's Making Eyes at Me) , che raggiunse l'ottavo posto delle classifiche nel Regno Unito.
Sempre nel 1974, ottenne anche la notorietà oltreoceano, partecipando al Tonight Show condotto da Johnny Carson, a al Merv Griffin Show, all'MDA Telethon condotto da Jerry Lewis, al Carol Burnett Show e allo Cher Show a Hollywood, con Frank Sinatra e Lucille Ball. Negli Stati Uniti si esibì inoltre alla Casa Bianca davanti al Presidente Ford.
All'età di 13 anni, frequentando la Italia Conti Theatre School, instaurò un'amicizia con un'altra giovanissima star, Bonnie Langford, con la quale apparve in seguito nel Lena and Bonnie Easter Special.
Già però a quell'età, quando il peso della cantante era sceso a 35 kg, si iniziarono a notare i segnali della malattia che la porteranno alla morte, l'anoressia nervosa.
Nel 1978, diventò la più giovane cantante ad aver calcato le scene del London Palladium.
In seguito, all'età di 15 anni, fu protagonista dello show Lena Zavaroni and Her Music.
Nel 1987 decise di abbandonare le scene. Due anni dopo, sposò Peter Wiltshire, ma il matrimonio durò soltanto 18 mesi. Nel frattempo, Lena Zavaroni perse la madre Hilda in circostanze tragiche.
Gli ultimi anni di vita di Lena furono segnati dalla lotta contro l'anoressia. Per curarsi si fece ricoverare allo University Hospital of Wales di Cardiff, dove però morì a causa di una polmonite il 1º ottobre 1999, a soli 35 anni.

## Discografia

### Album in studio
- 1974 - Ma! (He's Making Eyes at Me)
- 1974 - If My Friends Could See Me Now
- 1977 - Presenting Lena Zavaroni
- 1798 - Songs Are Such Good Things
- 1979 - Lena Zavaroni And Her Music
- 1982 - Hold Tight, It's Lena

### Raccolte
- 1974 - The Lena Zavaroni Collection
- 1975 - Lena Zavaroni in South Africa

### Singoli
- 1974 -  (You've Got) Personality / Schools Out
- 1974 - Ma! (He's Making Eyes at Me)
- 1974 - Music, Music, Music (1974)
- 1975 - You're Breaking My Heart
- 1978 - I Should've Listened To Mama / Out Of Your Head
- 1980 - Will He Kiss Me Tonight
- 1981 - Somewhere South of Macon
- 1981 - Roses and Rainbows